# HC Rožnov pod Radhoštěm
HC Rožnov pod Radhoštěm (celým názvem: Hockey Club Rožnov pod Radhoštěm) je český klub ledního hokeje, který sídlí v Rožnově pod Radhoštěm ve Zlínském kraji. Založen byl v roce 1933. Svůj současný název nese od roku 1993. Od sezóny 2009/10 působí v Moravskoslezské krajské lize, čtvrté české nejvyšší soutěži ledního hokeje. Klubové barvy jsou červená, bílá, žlutá a černá.
Své domácí zápasy odehrává na zimním stadionu Rožnov pod Radhoštěm s kapacitou 500 diváků.

## Historické názvy
Zdroj:
- 1933 – Sokol Rožnov pod Radhoštěm
- 1934 – SK Rožnov pod Radhoštěm (Sportovní klub Rožnov pod Radhoštěm)
- 1950 – Sokol NP Rožnov (Sokol, národní podnik Rožnov)
- 1952 – DSO Spartak Rožnov pod Radhoštěm (Dobrovolná sportovní organisace Spartak Rožnov pod Radhoštěm)
- 1958 – TJ Rožnov pod Radhoštěm (Tělovýchovná jednota Rožnov pod Radhoštěm)
- 1993 – HC Rožnov pod Radhoštěm (Hockey Club Rožnov pod Radhoštěm)

## Přehled ligové účasti
Stručný přehled
Zdroj:
- 1977–1978: Severomoravský krajský přebor II. třídy (5. ligová úroveň v Československu)
- 1978–1979: Severomoravský krajský přebor (4. ligová úroveň v Československu)
- 2003–2004: Zlínský krajský přebor (4. ligová úroveň v České republice)
- 2004–2005: Moravskoslezský krajský přebor (4. ligová úroveň v České republice)
- 2005–2006: bez soutěže
- 2006–2009: Moravskoslezský krajský přebor (4. ligová úroveň v České republice)
- 2009– : Moravskoslezská krajská liga (4. ligová úroveň v České republice)

Jednotlivé ročníky
Zdroj:
Legenda: červené podbarvení – sestup, zelené podbarvení – postup, fialové podbarvení – reorganizace, změna skupiny či soutěže
Legenda: ZČ - základní část, červené podbarvení - sestup, zelené podbarvení - postup, fialové podbarvení - reorganizace, změna skupiny či soutěže
| Československo (1978 – 1993)                                                                  |                                               |           |           |                                       |                         |
| Sezóny                                                                                        | Soutěž                                        | Úroveň    | ZČ        | Play-off, nadstavba, sk. o udržení... | Poznámky                |
| 1977/78                                                                                       | Severomoravský krajský přebor II. třídy sk. B | 5. úroveň | 1. místo  |                                       | Kvalifikace             |
| 1978/79                                                                                       | Severomoravský krajský přebor                 | 4. úroveň | 6. místo  |                                       |                         |
| Česko (2003 – )                                                                               |                                               |           |           |                                       |                         |
| Sezóny                                                                                        | Soutěž                                        | Úroveň    | ZČ        | Play-off, nadstavba, sk. o udržení... | Poznámky                |
| 2003/04                                                                                       | Zlínský krajský přebor                        | 4. úroveň | 7. místo  | Skupina o umístění (7. místo)         | Přechod do jiného kraje |
| 2004/05                                                                                       | Moravskoslezský krajský přebor                | 4. úroveň | 7. místo  |                                       | Odstoupení ze soutěže   |
| V letech 2005–2006 byl klub bez A-mužstva, v soutěžích přihlášena pouze mládežnická družstva. |                                               |           |           |                                       |                         |
| 2006/07                                                                                       | Moravskoslezský krajský přebor                | 4. úroveň | 7. místo  |                                       |                         |
| 2007/08                                                                                       | Moravskoslezský krajský přebor                | 4. úroveň | 6. místo  |                                       |                         |
| 2008/09                                                                                       | Moravskoslezský krajský přebor                | 4. úroveň | 7. místo  |                                       | Změna názvu soutěže     |
| 2009/10                                                                                       | Moravskoslezská krajská liga                  | 4. úroveň | 5. místo  |                                       |                         |
| 2010/11                                                                                       | Moravskoslezská krajská liga                  | 4. úroveň | 6. místo  |                                       |                         |
| 2011/12                                                                                       | Moravskoslezská krajská liga                  | 4. úroveň | 4. místo  | Čtvrtfinále                           |                         |
| 2012/13                                                                                       | Moravskoslezská krajská liga                  | 4. úroveň | 9. místo  | Čtvrtfinále                           |                         |
| 2013/14                                                                                       | Moravskoslezská krajská liga                  | 4. úroveň | 8. místo  | Čtvrtfinále                           |                         |
| 2014/15                                                                                       | Moravskoslezská krajská liga                  | 4. úroveň | 5. místo  |                                       |                         |
| 2015/16                                                                                       | Moravskoslezská krajská liga                  | 4. úroveň | 8. místo  |                                       |                         |
| 2016/17                                                                                       | Moravskoslezská krajská liga                  | 4. úroveň | 7. místo  | Čtvrtfinále                           |                         |
| 2017/18                                                                                       | Moravskoslezská krajská liga                  | 4. úroveň | 9. místo  |                                       |                         |
| 2018/19                                                                                       | Moravskoslezská krajská liga                  | 4. úroveň | 8. místo  | Čtvrtfinále                           |                         |
| 2019/20                                                                                       | Moravskoslezská krajská liga                  | 4. úroveň | 10. místo |                                       |                         |
| 2020/21                                                                                       | Moravskoslezská krajská liga                  | 4. úroveň | 6. místo  |                                       | Zrušeno                 |
| 2021/22                                                                                       | Moravskoslezská krajská liga                  | 4. úroveň | 9. místo  |                                       |                         |
| 2022/23                                                                                       | Moravskoslezská krajská liga                  | 4. úroveň | 10. místo |                                       |                         |
| 2023/24                                                                                       | Moravskoslezská krajská liga                  | 4. úroveň | 6. místo  | Čtvrtfinále                           |                         |
| 2024/25                                                                                       | Moravskoslezská krajská liga                  | 4. úroveň | 4. místo  | Čtvrtfinále                           |                         |